# جان كلود برتراند
جان كلود برتراند (بالفرنسية: Jean-Claude Bertrand)‏ هو لاعب كرة الريشة فرنسي، ولد في 5 أغسطس 1954.